# Kamla Persad-Bissessar
Kamla Persad-Bissessar (Siparia, 22 de abril de 1952) é a atual primeira-ministra de Trinidad e Tobago desde 1º de maio de 2025. Ocupou o cargo anteriormente entre 26 de maio de 2010 e 9 de setembro de 2015. Foi a primeira mulher a ocupar o posto em seu país.
Ocupou o cargo após a vitória nas eleições gerais de 2010. Persad-Bissessar era a líder do Congresso Nacional Unido, partido de oposição ao então ministro Patrick Manning.
Durante o governo do adversário, defendeu-se que o tráfico de cocaína aumentou de forma sem precedentes em Trinidad e Tobago e houve denúncias de corrupção e aumento da violência.
Persad-Bissessar também foi procuradora-geral da República.